# Elsässische Fortschrittspartei
Die Elsässische Fortschrittspartei war seit 1912 die Landesorganisation der Fortschrittlichen Volkspartei im Reichsland Elsaß-Lothringen.

## Vorgeschichte
Die Liberalen im Reichsland Elsaß-Lothringen waren nach dem Deutsch-Französischen Krieg tief gespalten. Die Bevölkerung des Reichslandes Elsaß-Lothringen war zu fast 3/4 katholisch. Katholische Politiker bestimmten daher die regionale Politik. Die Konfession der Bevölkerung war ebenfalls Hauptgrund für die kritische Haltung der Bevölkerung zum Reich und dessen protestantischem Kaiser. Ein Teil der Liberalen, wie Edouard Teutsch, Ernest Lauth und Jacques Kablé vertraten als „Protestler“ autonomistische Positionen und suchten den Schulterschluss mit den katholischen Politikern.
Eine andere liberale Strömung um Carl August Schneegans stand der Politik des Reiches positiv gegenüber und positionierte sich strikt antiklerikal.

## Erste liberale Wahlvereine
Langsam erst näherten sich die Flügel an. Nach der Reichstagswahl 1890 traten die meisten liberalen Reichstagsabgeordneten der Fraktion der Nationalliberalen Partei bei.
Das von Frankreich übernommene Vereinsrecht Elsaß-Lothringens sah die Bildung von Wahlvereinen nur auf Wahlkreisebene vor. Ab den beginnenden 1890er Jahren entstanden solche Vereine an verschiedenen Orten. Am 28. Juli 1895 gründete Daniel Blumenthal in Colmar die Elsass-Lothringische Volkspartei, die zunächst wichtigste der frühen liberale Parteien im Reichsland. Aus rechtlichen Gründen blieb sie zunächst auf den Wahlkreis Colmar begrenzt. Bereits 1892 war von Oskar Jerschke in Straßburg der Elsass-Lothringische Bürgerverein gegründet worden. Nachdem die rechtlichen Beschränkungen gefallen waren, dehnten sich diese Partei landesweit aus. Am 11. Oktober 1903 schlossen sich auf Initiative der Bürgervereins 11 liberale Wahlkreisvereine zur Liberalen Landespartei zusammen. Erster Vorsitzender wurde Adolf Goetz, Stellvertreter Georg Wolf, der ab 1907 als Vorsitzender amtieren sollte. 1907 verfügte die liberale Landespartei über 24 angeschlossene Vereine und 9.000 Mitglieder.
Die Elsass-Lothringische Volkspartei dehnte sich ab Januar 1904 ebenfalls auf das ganze Reichsland aus.

## Fusion zur Elsässische Fortschrittspartei
Am 12. Mai 1912 fusionierten die Elsass-Lothringische Volkspartei und die Liberale Landespartei zur Elsässischen Fortschrittspartei. Erster Vorsitzender wurde der Straßburger Justizrat Gustav-Adolph Riff. 1914 hatte die Partei etwa 56 Ortsgruppen und etwa 9.000 Mitglieder.
Die Elsässische Fortschrittspartei war auf das Elsass beschränkt. Im Bezirk Lothringen bildete sich die Lothringische Fortschrittspartei.
Im 1911 gewählten Landtag des Reichslandes Elsaß-Lothringen schlossen sich elf Abgeordnete der Fraktion der Liberaldemokraten an.

## Nach dem Ende des Reichslandes
Mit der französischen Besetzung Elsaß-Lothringens 1918 endete auch die Geschichte der Elsässischen Fortschrittspartei.